# Apheliona knighti
Apheliona knighti är en insektsart som beskrevs av Thapa 1985. Apheliona knighti ingår i släktet Apheliona och familjen dvärgstritar.
Artens utbredningsområde är Nepal. Inga underarter finns listade i Catalogue of Life.